# Giovanni Canestrini (giornalista)
Giovanni Canestrini (Catania, 26 novembre 1893 – Milano, 27 maggio 1975) è stato un giornalista, storico, arbitro di calcio, dirigente sportivo e ingegnere italiano.

## Biografia
Entrambi i genitori erano di origine trentina, ma nacque a Catania, città in cui il padre svolgeva l'ufficio di Provveditore agli Studi. In seguito si trasferì piccolissimo a Novara con la famiglia ancora a seguito del trasferimento del padre. Nel 1908, con altri sette compagni del liceo classico cittadino "Carlo Alberto", fondò la Football Association Studenti che, due anni dopo, prese il nome di Foot Ball Club Novara. In quella formazione giocò per due stagioni con il ruolo di ala sinistra.
Terminato il liceo, nel 1910 si iscrisse al Regio Politecnico di Torino e, contemporaneamente agli studi, dal 1912 iniziò a collaborare al Guerin Sportivo.
Dopo aver conseguito la laurea in Ingegneria, partecipò alla prima guerra mondiale come ufficiale d'artiglieria e, ottenuto il brevetto di volo, come ufficiale d'aviazione.
Nell'ottobre del 1919 sostiene a Torino l'esame di abilitazione arbitrale ed è inserito nei quadri dell'Associazione Italiana Arbitri con qualifica di "arbitro in periodo d'esperimento" venendo poi elencato dall'"Annuario italiano del football" nell'elenco degli arbitri a disposizione del Comitato Regionale Piemontese per i colori del Novara F.A. L'ultima gara in Prima Divisione la diresse il 7 ottobre 1923 arbitrando Verona-Bologna (2-2).
La grande passione di Canestrini, però, è rivolta alle competizioni motociclistiche e automobilistiche che frequenta assiduamente e recensisce per il Corriere di Novara. È  in quell'ambiente ancora in embrione che amplia le proprie conoscenze in materia, anche stringendo forti amicizie, come nel caso del debuttante conterraneo Achille Varzi, o addirittura partecipando in prima persona come copilota-meccanico, figura all'epoca obbligatoria sulle automobili da competizione. In questo ruolo, nel 1922, partecipò alla Susa-Moncenisio e alla Aosta-Gran San Bernardo, a bordo della Bugatti di Luigi Tornielli.
Nel 1924 il direttore della Gazzetta dello sport, Emilio Colombo, lo chiama ad occuparsi della rubrica di motorismo, divenendo subito notissimo al grande pubblico per i suoi appassionati resoconti, sempre costellati di competenti analisi tecniche e sapidi retroscena.
Alla fine dell'attività arbitrale si trasferì a Milano dove iniziò la sua lunga carriera di giornalista nel settore automobilistico, senza dimenticare la sua passione per la storia della tecnologia nei trasporti, in particolare per le macchine ideate da Leonardo da Vinci.
Scrittore e giornalista sportivo della Gazzetta dello sport, fu uno dei fondatori della Mille Miglia, ideata nella sua abitazione nel dicembre del 1926, insieme a Franco Mazzotti, Aymo Maggi e Renzo Castagneto.
Fu anche il protagonista della scenetta pubblicitaria iniziale del primo Carosello, andato in onda il 3 febbraio 1957, in cui dispensava consigli di guida automobilistica, con la sponsorizzazione della Shell.

## Opere
- Le vittorie del motore, Milano, Tip. Alfieri e Lacroix, 1927
- L'automobile. Il contributo italiano all'avvento e all'evoluzione dell'autoveicolo, Roma, RACI, 1938
- Attrito e trazione nella meccanica di Leonardo, Roma, Edizioni del Genio Civile, 1939
- Leonardo costruttore di macchine e di veicoli, Tumminelli, Roma, 1939
- I trasporti pesanti nell'antichità e nel medio evo,  Roma, Istituto topografico dello Stato, 1941
- Automobilismo sportivo e turistico, MIlano, Sperling & Kupfer, 1947
- Arte militare meccanica medioevale, Roma, Tumminelli, 1949
- Mille Miglia, Brescia, Apollonio, 1951
- Il Quattrocento e le macchine, Roma, Edizioni Finmeccanica, 1954
- Prontuario dell'automobilismo sportivo, Torino, UIGA, 1956
- L'automobile fra dieci anni, Milano, Mili, 1956
- Uomini e motori, Monza, Nuova Massimo, 1957
- Perché l'automobile costa troppo, Firenze, Vallecchi, 1958
- Storia illustrata dell'auto italiana, Milano, Giumar, 1961
- Cento anni di progresso a "Italia 61", Milano, ACI, 1961
- Automobilismo, Milano, Sperling & Kupfer, 1962
- Aspetti tecnici, sociali, turistici ed economici delle corse automobilistiche, Brescia, Tip. Lombarda, 1962
- Una vita con le corse, Bologna, Calderini, 1962
- Lo sport automobilistico in sede internazionale, Roma, Ars Nova, 1964
- Le grandi macchine sportive italiane, Roma, ACI, 1965 (con Gianni Rogliatti)
- La guida su autostrada, Roma, ACI, 1965 (con Pasquale Balsamo)
- La favolosa Targa Florio, Roma, ACI, 1966
- Achille Varzi, Galliate, Moto Club Achille Varzi, 1968
- Arte militare meccanica medievale, Bologna, Calderini, 1974